# Sofa Surfers

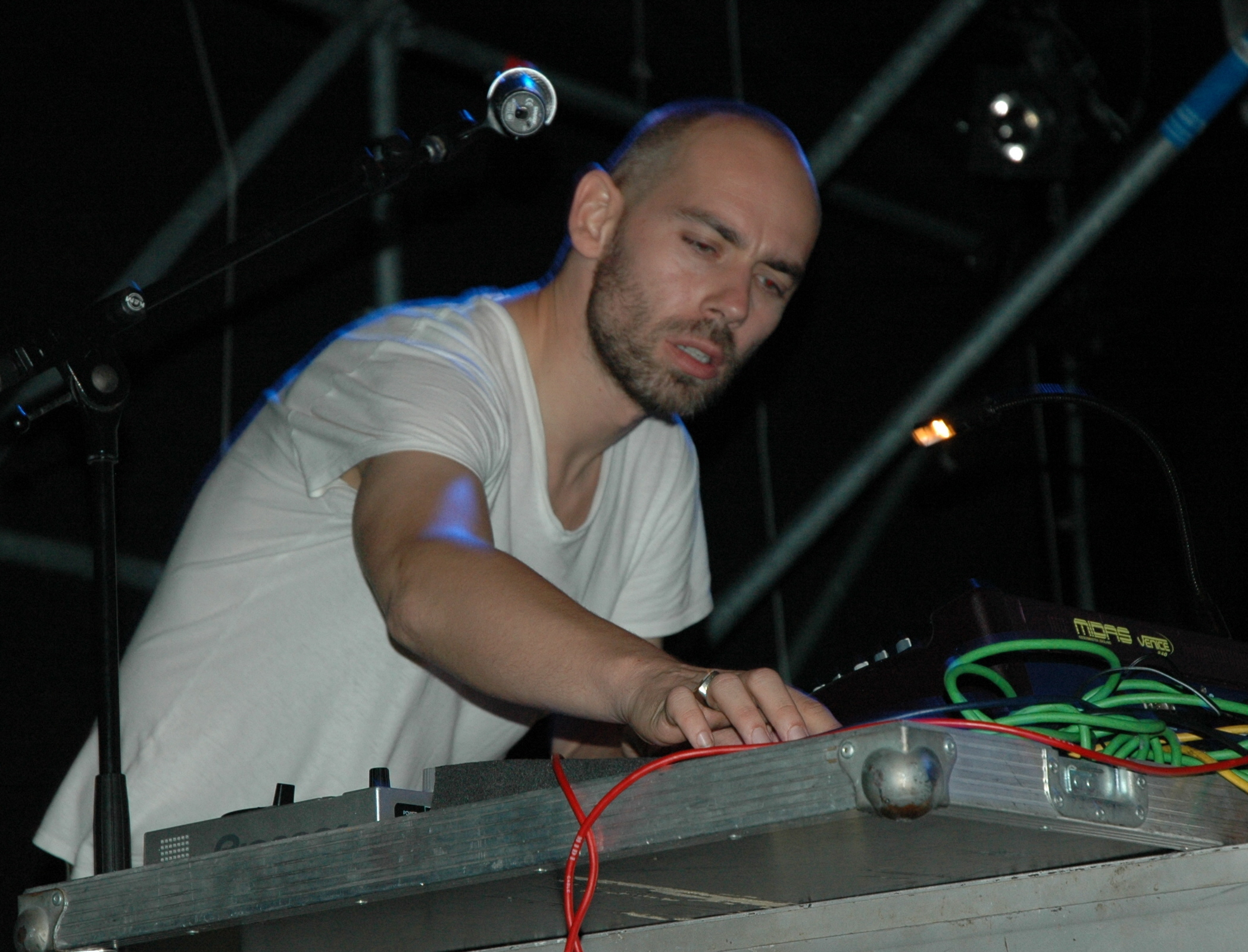
Wolfgang Schlögl (2007)

Sofa Surfers to austriacki zespół, grający muzykę będącą mieszanką takich gatunków muzycznych jak eksperymentalny rock, muzyka elektroniczna, trip-hop, dub i acid-jazz. Ich debiutancki utwór z albumu Transit (1997) nosi nazwę "Sofa Rockers".

## Skład grupy
- Wolfgang Schlögl,
- Markus Kienzl,
- Wolfgang Frisch,
- Michael Holzgruber.

Wielu ludzi współpracowało nad albumem "Encounters (2002)" – m.in. Sensational, Oddateee, Jeb Loy Nicols, DJ Collage, Lil Desmond Levy, Junior Delgado, Dawna Lee, Mark Stewart i MC Santana.
Na ostatnim albumie "Sofa Surfers" głosu udzielił Mani Obeya.

## Dyskografia
- 1997 Transit
- 2000 Cargo
- 2000 Constructions: Remixed & Dubbed
- 2002 Encounters
- 2004 See The Light
- 2005 Sofa Surfers
- 2010 Blindside
- 2012 Superluminal